# Хелена-Вест Хелена (Арканзас)
Хелена-Вест Хелена (енгл. Helena-West Helena) град је у америчкој савезној држави Арканзас.

## Демографија
По попису из 2010. године број становника је 12.282.
| Група             | 2000.    | 2010.         |
| Белци             | 0 (0,0%) | 2.892 (23,5%) |
| Афроамериканци    | 0 (0,0%) | 9.152 (74,5%) |
| Азијати           | 0 (0,0%) | 44 (0,4%)     |
| Хиспаноамериканци | 0 (0,0%) | 145 (1,2%)    |
| Укупно            | 0        | 12.282        |